# Alkimedon (Toreut)
Alkimedon (lateinisch Alcimedon) ist ein wahrscheinlich fiktiver antiker griechischer Toreut (Metallarbeiter).
Alkimedon ist einzig von einer Erwähnung bei Vergil bekannt. Laut Vergil schuf er zwei Metallbecher. Diese sehr kunstvoll gearbeiteten und verzierten Gefäße sollen in der Form von Kopien aus Holz bei Hirten sehr beliebt gewesen sein. Es ist sehr wahrscheinlich, wenn auch nicht sicher, dass der zeitlich nicht genauer einzuordnende Alkimedon eine von Vergil erdachte Figur ist.

## Einzelbelege
1. ↑  Eclogae 3, 36.

| Personendaten    | Personendaten                                               |
| ---------------- | ----------------------------------------------------------- |
| NAME             | Alkimedon                                                   |
| ALTERNATIVNAMEN  | Alcimedon (lateinisch)                                      |
| KURZBESCHREIBUNG | antiker griechischer Toreut                                 |
| GEBURTSDATUM     | zwischen 10. Jahrhundert v. Chr. und 1. Jahrhundert v. Chr. |
| STERBEDATUM      | zwischen 10. Jahrhundert v. Chr. und 1. Jahrhundert v. Chr. |